# Eskorbuto
Eskorbuto — панк-рок-группа из Сантурсе (Страна Басков, Испания), образованная в 1980 году. Название группы произошло от escorbuto, испанского названия цинги. Основной состав сменился в 1992 году, после смерти Йосу Эспосито и Хуанма Суареса. Творчество Eskorbuto оказало огромное влияние на развитие панк-рока в Испании.

## История

### Начало
История группы началась в 1980 году в городке Сантурсе, расположенном в испанской провинции Бискайя, где гитарист Йосу Эспосито и басист Хуанма Суарес, увлекавшиеся творчеством таких групп, как The Who и Sex Pistols, основали свой музыкальный коллектив. Немного позднее к ним присоединился ударник Пако Галан. Свой первый концерт коллектив исполнил в местной школе, находящейся неподалёку от места их репетиций.
В августе 1982 года группа совершила поездку в Мадрид, где подписала контракт с лейблом Spansuls Records на выпуск своего первого сингла Mucha Policía, Poca Diversión, который, после выхода в продажу, был распродан за три месяца. Слова песни «Много полиции, но мало развлечений» (Mucha policía poca diversión) стали крылатой фразой.

### Zona Norte Especial
Летом 1983 года коллектив Eskorbuto вернулся в Мадрид для записи своего нового демо, но был арестован полицией, действующей согласно антитеррористическому закону, по которому она могла задерживать людей сроком до 36 часов. Причиной послужило содержание некоторых песен нового диска, таких, например, как ETA и Maldito país España. 
Пока музыканты были под арестом, они получили много писем в свою поддержку, но довольно слабую помощь со стороны баскских правозащитных организаций. Под влиянием всех этих событий Eskorbuto, совместно с группой RIP, выпустила всё же свои новые песни в формате EP, под названием Zona Norte Especial (1984, Spansuls Records). Правда, широкого распространения альбом не получил и был довольно быстро снят с продажи, хотя такие песни, как A La Mierda El País Vasco, послужили причиной дурной репутации группы в Стране Басков.

### Eskizofrenia
Первый студийный альбом группы вышел в 1985 году под названием Eskizofrenia. Его издал лейбл Twins, который вскоре исчез, так и не сделав многого для успеха альбома (в 1987 году Eskizofrenia был переиздан компанией Discos Suicida). Оригинальный альбом 1985 года состоял из 18 треков, написанных между 1980—1984 годами.
В том же году состоялся концерт Eskorbuto в Эрнани, где выступали также La Polla Records и Cicatriz.

### Anti Todo
В 1985 году был записан второй студийный альбом, который был выпущен лейблом Discos Suicidas Records на продажу в 1986 году. Альбом вышел после образования получившего известность в Стране Басков лейбла Soñua label, с которым сотрудничали такие группы, как La Polla Records, Hedzainak и Barricada. Данная компания должна была объединить, по задумке её создателя Хосе Мари Бланко, музыкальные коллективы, составляющие так называемое направление Rock radical vasco. Группа Eskorbuto не присоединилась к данной компании, оставшись верной своей философии анти-системы, использовав свой собственный термин «antitodo», который и послужил названием второго альбома, ставшим самым популярным у группы, — Anti Todo. 
Впоследствии, музыкальные критики Кике Бабас и Кике Туррон включили Anti Todo в список 10 дисков, оказавших наибольшее влияние на развитие испанского панк-рока.

### Третий и четвёртый студийные альбомы
В 1987 году вышел третий студийный альбом Eskorbuto — Los Demenciales Chicos Acelerados, представляющий собою концептуальный альбом, в котором все композиции объединены идеей борьбы против авторитаризма, изобличая политиков, готовых на любые уловки, чтобы достигнуть власти. 
Уже через год, в 1988 году, Eskorbuto выпустила четвёртый альбом под названием Las mas macabras de las vidas, ставший результатом сотрудничества группы с новой звукозаписывающей компанией Butoeskor Records.

### Demasiados enemigos
К моменту выхода пятого альбома, двое участников группы — Йосу и Хуанма, уже крепко сидели на героине, что начало сказываться и на их работоспособности. Так, в 1991 году, перед самым вылетом в Мексику, где Eskorbuto должна была дать два концерта, Йосу был госпитализирован, и его пришлось заменить на Иньяки «Гато». Чтобы слухи о распаде коллектива прекратились, компания Matraka Diskak Records предложила музыкантам выпустить их пятый студийный альбом, который и появился в продаже в конце года под названием Demasiados enemigos, став последним совместным альбомом данного коллектива.
31 мая 1992 года умер Йосу Эспосито, а 9 октября Хуанма Суарес. Несмотря на смерть товарищей, Пако Галан решил продолжить существование обновлённого уже коллектива под прежним названием Eskorbuto.
В 1994 году вышел альбом  Akí No Keda Ni Dios, посвящённый Йосу и Хуанме, в который вошли песни сочинённые Пако и Хуанма Суаресом, незадолго до его смерти.

## Состав

### Основной
- Йосу Эспосито (исп. Iosu Expósito) — гитара и вокал (умер 31 мая 1992).
- Хуанма Суарес (исп. Juanma Suarez) — басист и вокал (умер 9 октября 1992).
- Пако Галан (исп. Pako Galán) — ударник.

### Другие
- Гарлопа (Garlopa) — (1993–1999).
- Урко (Urko) — (1993–1995).
- Иньяки «Гато» (Iñaki "Gato") — (1993–1995).
- Серхио (Sergio) — вокал (1995–1999).
- Али (Alí) — (1995–1999).
- Мигель (Miguel) — (1995–1999).

## Дискография

### Студийные альбомы
- Eskizofrenia (1985)
- Anti Todo (1986)
- Los demenciales chicos accelerados (1987)
- Las mas macabras de las vidas (1988)
- Demasiados enemigos... (1991)
- Aki no keda ni dios (1994)
- Kalaña (1996)
- Dekadencia (1998)

### Концертные альбомы
- Impuesto revolucionario (1986)
- La Otro Cara Del Rock, Вильярреаль Кастельон (2004)

### Демозаписи и мини-альбомы
- Primera maketa 1983: Jodiendolo todo (1983)
- Segunda maketa 1984: Que corra la sangre (1984)
- Z.E.N. (Zona Especial Norte) (1985)
- Ya no quedan mas cojones... (1986)
- Primeros ensayos 1982 (1992)
- Ke Korra La Sangre (Segunda Maketa) (1998)

### Сборники
- Kanziones malditas (1997)
- El infierno es demasiado dulce (2004)
- Maldito País: Primera Época 1982—84 (2010)